# State Farm Arena
State Farm Arena (trước đây là Philips Arena) là một nhà thi đấu đa năng nằm ở Atlanta, Georgia. Đây là sân nhà của Atlanta Hawks thuộc Giải bóng rổ Nhà nghề Mỹ (NBA). Đây cũng là sân nhà của Atlanta Thrashers thuộc National Hockey League từ năm 1999 đến năm 2011 (trước khi đội chuyển đến Winnipeg), và Atlanta Dream thuộc Giải bóng rổ nữ Nhà nghề Mỹ (WNBA) từ năm 2008 đến năm 2016 và năm 2019. Đội bóng rổ nam Georgia Tech Yellow Jackets sử dụng nhà thi đấu này làm sân nhà tạm thời vào năm 2011. Nhà thi đấu được khánh thành vào năm 1999 với chi phí xây dựng là 213,5 triệu đô la. Nhà thi đấu thay thế cho Đấu trường Omni. State Farm Arena thuộc sở hữu của Cơ quan giải trí Quận Fulton-Atlanta và được điều hành bởi Hawks, đội bóng rổ thuộc sở hữu của Tony Ressler cùng với một nhóm nhà đầu tư, bao gồm Grant Hill.